# Giải Sao Thổ cho nam diễn viên phụ xuất sắc nhất
Giải Sao Thổ cho nam diễn viên phụ xuất sắc nhất là một trong các giải Sao Thổ dành cho nam diễn viên đóng vai phụ trong một phim, được bầu chọn là xuất sắc nhất. Giải này được lập từ năm 1974.

## Các người đoạt giải
| Năm     | Diễn viên             | Phim                                                |
| ------- | --------------------- | --------------------------------------------------- |
| 1974/75 | Marty Feldman         | Young Frankenstein                                  |
| 1976    | Jay Robinson          | Train Ride to Hollywood                             |
| 1977    | Alec Guinness         | Chiến tranh giữa các vì sao: Hy vọng mới            |
| 1978    | Burgess Meredith      | Magic                                               |
| 1979    | Arte Johnson          | Love at First Bite                                  |
| 1980    | Scatman Crothers      | The Shining                                         |
| 1981    | Burgess Meredith      | Clash of the Titans                                 |
| 1982    | Richard Lynch         | The Sword and the Sorcerer                          |
| 1983    | John Lithgow          | Twilight Zone: The Movie                            |
| 1984    | Tracey Walter         | Repo Man                                            |
| 1985    | Roddy McDowall        | Fright Night                                        |
| 1986    | Bill Paxton           | Aliens                                              |
| 1987    | Richard Dawson        | The Running Man                                     |
| 1988    | Robert Loggia         | Big                                                 |
| 1989/90 | Thomas F. Wilson      | Back to the Future Part II                          |
| 1991    | William Sadler        | Bill and Ted's Bogus Journey                        |
| 1992    | Robin Williams        | Aladdin                                             |
| 1993    | Lance Henriksen       | Hard Target                                         |
| 1994    | Gary Sinise           | Forrest Gump                                        |
| 1995    | Brad Pitt             | Twelve Monkeys                                      |
| 1996    | Brent Spiner          | Star Trek: First Contact                            |
| 1997    | Vincent D'Onofrio     | Men in Black                                        |
| 1998    | Ian McKellen          | Apt Pupil                                           |
| 1999    | Michael Clarke Duncan | The Green Mile                                      |
| 2000    | Willem Dafoe          | Shadow of the Vampire                               |
| 2001    | Ian McKellen          | Chúa tể của những chiếc nhẫn: Hiệp hội bảo vệ nhẫn  |
| 2002    | Andy Serkis           | Chúa tể của những chiếc nhẫn: Hai toà tháp          |
| 2003    | Sean Astin            | Chúa tể của những chiếc nhẫn: Sự trở về của nhà vua |
| 2004    | David Carradine       | Kill Bill, Phần 2                                   |
| 2005    | Mickey Rourke         | Sin City                                            |
| 2006    | Ben Affleck           | Hollywoodland                                       |
| 2007    | Javier Bardem         | No Country for Old Men                              |